# Cymbomorpha amazona
Cymbomorpha amazona är en insektsart som beskrevs av Carl Stål. Cymbomorpha amazona ingår i släktet Cymbomorpha och familjen hornstritar. Inga underarter finns listade i Catalogue of Life.